# 蒼井翔太 Hungry night
『蒼井翔太 Hungry night』（あおいしょうた ハングリーナイト）は、2017年4月5日から2020年3月25日まで、エフエム東京（TOKYO FM）で放送されていたラジオ番組。

## 概要
パーソナリティは蒼井翔太。蒼井にとって初のFM局レギュラー番組。
番組名にある「Hungry」は「何事にも貪欲に」という想いと、ラーメンやスイーツ好きという一面も併せ持つ蒼井自身が命名した。

## 放送日時
- 2017年4月5日 - 2019年3月27日　毎週水曜日21:30 - 21:55
- 2019年4月3日 - 2020年3月25日　毎週水曜日25:00 - 25:30

## インターネット配信
インターネットラジオ無料デジタル放送サービスi-dioのチャンネル「TS ONE」においてTOKYO FM前日放送分の配信を行っていた。

### 放送日時
- 2018年7月5日 - 2019年5月30日、毎週木曜日23:00 - 23:30
  - 2018年7月5日から2019年3月28日までは放送時間がTOKYO FMより5分長かったため、毎回番組終了後に「おまけ」として蒼井の楽曲を1曲流していた。2019年4月4日から2019年5月30日まではTOKYO FM前日放送分と同一の内容であった。

## コーナー紹介
翔太めし
グルメレポート企画をハングリーにチャレンジしていくコーナー（2017年4月12日開始）。
SHOUTAsボイス
蒼井翔太に言って欲しい一言（セリフ）を募集（2017年4月12日開始）。
SHOUTAの扉
蒼井翔太がリスナーから頂いた心理テストに挑戦。まだ見ぬ様々な心の扉を開いていくコーナー。
SHOUTAの館
リスナーから、幅広～く恐怖体験を募集するコーナー。
ガチで怖い話ではなく思わず“怖ぇよ！ｗ”と突っ込んでしまうような
オモシロ怖い話などバラエティ豊かなエピソードをサラッと短めで募集。
SHOW点
蒼井翔太がリスナーと面白く答えていく、大喜利コーナー。
グリナイングリッシュ
英語の文章を蒼井翔太が独自解釈で翻訳（意訳）。リスナーとハングリーに英語を勉強していくコーナー。
デイリーラボリック
明日からの日々を前向きに過ごすために世の中にあふれている美に関する情報をリスナーと確認。
時にはゲストを招いてお話を伺っていくコーナー。